# Sielsowiet Niehorele
Sielsowiet Niehorele (biał. Негарэльскі сельсавет, Nieharelski sielsawiet; ros. Негорельский сельсовет) – sielsowiet na Białorusi, w obwodzie mińskim, w rejonie dzierżyńskim, z siedzibą w Enierhietykowie.

## Demografia
Według spisu z 2009 sielsowiet, passowiet i osiedle typu miejskiego Niehorele zamieszkiwało 5505 osób, w tym 4832 Białorusinów (87,77%), 478 Rosjan (8,68%), 86 Ukraińców (1,56%), 58 Polaków (1,05%), 8 Azerów (0,15%), 7 Ormian (0,13%), 6 Tatarów (0,11%), 4 Bułgarów (0,07%), 23 osoby innych narodowości i 3 osoby, które nie podały żadnej narodowości.
Do 2019 liczba ludności spadła do 5413 osób. Największymi miejscowościami były wówczas Enierhietykau (2811 mieszkańców), Niehorele (774 mieszkańców), Rudnia (387 mieszkańców), Harbuzy (296 mieszkańców), osiedle Kłoczki (200 mieszkańców) i Łohowiszcze (196 mieszkańców). Liczba ludności żadnej z pozostałych miejscowości nie przekraczała 148 osób.

## Geografia i transport
Sielsowiet położony jest na Wysoczyźnie Mińskiej, w południowo-zachodniej części rejonu dzierżyńskiego.
Przez sielsowiet przebiegają linia kolejowa Moskwa – Mińsk – Brześć, droga magistralna M1 oraz droga republikańska R68.

## Historia
Zachodnia granica sielsowietu, będąca jednocześnie granicą rejonu dzierżyńskiego z rejonem stołpeckim, pokrywa się z przebiegiem polsko-sowieckiej granicy państwowej w latach 1921 - 1945.
W latach 30. XX w. sielsowiet Niehorele był polsowietem z autonomią dla ludności polskiej.
30 października 2009 scalono sielsowiet Niehorele, passowiet Niehorele i osiedle typu miejskiego Niehorele w sielsowiet Niehorele.

## Miejscowości
- agromiasteczko:
  - Niehorele
- wsie:

| - - Adasiewszczyzna - Cahielnaje - Czuryły - Haradziława - Harbuzy - Horodyszcze - Kamienka - Kłoczki | - - Kołodniki - Komarowszczyzna - Liwje - Łohowiszcze - Mielkowicze - Mikulicze - Mościszcze - Nowa Mezinówka | - - Pawłowszczyzna - Pażeżyno - Rudnia - Skorodno - Stara Mezinówka - Staryna - Zubrewicze - Zubrouszczyna |

- osiedla:
  - Enierhietykau
  - Kłoczki
  - Zahaccie
- chutor:
  - Jeckauszczyna